# Quartier d'affaires Archipel
Le quartier d'affaires Archipel situé dans le quartier du Wacken à Strasbourg, est un ensemble d'immeubles dont la construction a commencé en 2016.
Le quartier s'articule autour d'immeubles de bureau pour des entreprises privées, ainsi qu'à destination du Parlement européen, d'immeubles d'habitation, d'un hôtel, et est bordé d'équipements sportifs (piscine, Rhénus), de spectacle (théâtre du Maillon) et par le siège de la région Grand est.

## Complexe immobilier
Les immeubles du quartier sont constitués en différents archipels.

### Archipel 1
Il s'agit de la première phase, sur la partie sud de l'avenue de Dresde, lancée le 2 mai 2016 :
- Bâtiments Skyplace[2] : logements et commerces
- Siège d'Adidas France (depuis avril 2018)
- Siège d'Euro-Information (2019)
- Vision[3] : 2 immeubles de bureaux et logements
- Online : 2 immeubles de bureaux et logements
- Terre d'Emergence : 4 immeubles comprenant un hotel AC by Marriott, une résidence hôtelière Element by Westin (décembre 2020)[4], le siège de Puma France et un autre immeuble de bureaux
- Immeubles Osmose, 2, en priorité proposés au Parlement européen (2021)[5] et acceptés par celui-ci en 2023. Ils deviennent en novembre 2023 les bâtiments Simone Veil.

### Archipel 2
Cette deuxième phase n'est pas encore totalement définie. Elle doit accueillir plus d'espace, de vert, que dans la partie 1 jugée trop minérale. Sont prévus déjà :
- SIG Arena[9] : une transformation de Rhénus sport en plus grand complexe consacré au basket-ball[10], autour de l'équipe de la SIG
- Théâtre du Maillon (depuis septembre 2019)
- Siège de la Caisse d'Epargne Grand Est Europe[11], qui y a finalement renoncé, mais qui garde le terrain pour construire des logements
- la phase 2 devait aussi accueillit le siège du Crédit Mutuel, qui renonce finalement, en raison notamment de la pandémie de Covid 19
- un parc est également prévu ainsi qu'une crèche
- une halle gourmande[12]
- en raison du manque de logements, des immeubles d'appartements devraient aussi voir le jour[réf. nécessaire].

## Contexte

### Effet TGV
Avec l'arrivée du TGV, les villes desservies ont pour ambition de profiter de la proximité accrue de Paris et de nouvelles liaisons avec d'autres villes, et en profitent pour embellir l'aménagement, attirer l'installation d'habitants et d'entreprises. le TGV est en effet un élément d'attractivité qui stimule le développement des villes traversées. Concernant Strasbourg, aucun véritable projet d'envergure n'a été envisagé hormis un nouvel aménagement de la gare et ses abords immédiats (verrière, nouvelle place, parkings supplémentaires, nouveau terminus du tramway).

### Concurrence
En concurrence avec des villes de taille comparable en France ainsi qu'en Allemagne, Strasbourg a voulu jouer la carte d'un nouveau quartier tertiaire, d'immeubles alliant l'habitation, les loisirs, les bureaux, à proximité immédiate des institutions européennes. L'ambition est d'offrir de nouvelles possibilités d'extension pour ces dernières, mais également de donner un nouveau souffle aux capacités d'accueil d'entreprises. 

### Projet d'ensemble pour l'activité économique
Le lancement du quartier d'affaires s'est accompagné d'un déplacement du parc des expositions, mais également d'une rénovation et extension du palais de la musique et des congrès, et d'une amélioration de l'accessibilité, avec l'arrivée de la ligne E du tramway, de la ligne H du BHNS, et d'une sortie supplémentaire de l'autoroute A350.